# Gerhart-Bruckmann-Preis
Der Gerhart-Bruckmann-Preis wird mit Bezug zu Gerhart Bruckmann von der Österreichischen Statistischen Gesellschaft vergeben.

## Preisträger
- 2015 Walter Krämer, Laudatio von Werner Ploberger
- 2016 Andreas Quatember
- 2017 Erich Neuwirth
- 2018 Laurenz Ennser-Jedenastik, Laudatio von Rainer Schüller
- 2019 Martin Mayer, Laudatio von Herwig Friedl
- 2020 Eva Zeglovits
- 2021 Nikolas Popper
- 2022 Ernst Stadlober
- 2023 Josef Kytir
- 2024 Alexander Kowarik